# 演劇・映画
『演劇・映画』（えんげき・えいが）は、かつて存在した日本の月刊誌である。

## 略歴・概要
1922年（大正11年）5月には雑誌『女性』、1923年（大正12年）12月には雑誌『苦楽』（第1期）をそれぞれ創刊してきた大阪の化粧品会社・中山太陽堂（現クラブコスメチックス）が経営する出版社、プラトン社が、菊池寛の『文藝春秋』と同社の『苦楽』が組んだ「ドラマリーグ」で共同編集した映画と演劇のための雑誌である。編輯人（編集人）はプラトン社の川口松太郎、1925年（大正14年）の暮れに、創刊号（大正15年1月1日付発行）をリリースした。
まったく同時期の11月末に、東京の大日本雄辯會講談社（現講談社）が大衆娯楽雑誌『キング』を創刊（大正15年1月1日付発行）、いきなり50万部を刷って完売、増刷していた。これに対抗する新雑誌という目的もあった。
プラトン社の小山内薫、川口松太郎、文藝春秋社の菊池寛、『苦楽』執筆者の江戸川乱歩らが執筆した。『苦楽』を編集した直木三十五（当時「直木三十三」）は、前年3月に奈良に映画制作プロダクション「連合映画芸術家協会」を設立、映画製作に乗り出し、編集の現場からは離れていた。1926年（大正15年）7月に発行した第8号「大正15年8月1日号」をもって、休刊となった。全8号。
『女性』と『苦楽』とはひきつづき、2年後、プラトン社が廃業する1928年（昭和3年）5月まで発行された。
同雑誌は、その後、復刻されている。

## ビブリオグラフィ
1. 大正15年1月1日号 （1925年12月発売） - 創刊号
2. 大正15年2月1日号 （1926年1月発売）
3. 大正15年3月1日号 （1926年2月発売） - 江戸川乱歩「半七劇素人評」掲載
4. 大正15年4月1日号 （1926年3月発売）
5. 大正15年5月1日号 （1926年4月発売）
6. 大正15年6月1日号 （1926年5月発売）
7. 大正15年7月1日号 （1926年6月発売）
8. 大正15年8月1日号 （1926年7月発売） - 廃刊号